# کرلنگن
کرلنگن (به فرانسوی: Kerling-lès-Sierck) یک کمون در فرانسه است که در Canton of Sierck-les-Bains واقع شده‌است.

## خصوصیات
کرلنگن ۱۷٫۸۲ کیلومترمربع مساحت و ۴۳۹ نفر جمعیت دارد و ۳۸۰ متر بالاتر از سطح دریا واقع شده‌است.